# François d'Albert de Saint-Hippolyte
Joseph François Auguste Jules d'Albert de Saint-Hippolyte, dit le « chevalier d’Albert Saint-Hippolyte », né le 4 mai 1726 à Aix-en-Provence et mort dans cette même ville le 9 mars 1799, est un officier de marine et aristocrate français du XVIIIe siècle. Il participe à la campagne des Antilles (1781) du comte de Grasse pendant la guerre d'indépendance des États-Unis. Il termine sa carrière avec le rang de chef d'escadre.

## Biographie

### Origines et famille
François d'Albert de Saint-Hippolyte est le septième enfant de Michel d'Albert, seigneur de Saint-Hippolyte, Saint-Estève et Montravail, conseiller du roi en la Cour des comptes, aides et finances de Provence, et de sa seconde femme, Jeanne Marie de Margalet de Ségur-Luynes. Il appartient à la Maison d'Albert, une famille de la noblesse provençale. La famille dit descendre de la famille des Alberti originaire de Florence. Appartenant au parti des Gibelins, elle aurait dû quitter la Toscane durant les troubles du XIVe siècle pour s'établir dans le Comtat Venaissin avant de se mettre au service de la France sous le règne de Charles VII.
Né le 4 mai 1726 à Aix-en-Provence, baptisé le même jour en l’église de la Madeleine. Il a pour parrain Joseph François Auguste Jules de Margaillet seigneur de Luynes, conseiller en la cour des Comptes, et pour marraine Jeanne Marie Magdeleine de Maliverny.

### Carrière dans la Marine royale
Il intègre une compagnie de gardes de la Marine au département de Toulon le 1er janvier 1741. Il passe successivement chef de brigade le 1er janvier 1746, puis enseigne de vaisseau le 1er avril 1748, à la fin de la guerre de Succession d'Autriche.
Il reprend du service au début de la guerre de Sept Ans. Il est fait lieutenant de vaisseau le 11 février 1756. Il est blessé d’un coup de fusil à la jambe en 1758 dans un combat à bord de la frégate La Rose contre un corsaire au Levant. Il est fait chevalier de l'ordre de Malte le 16 novembre 1758. Il est promu capitaine de frégate le 1er octobre 1764, puis capitaine de vaisseau le 15 novembre 1771 et brigadier des armées navales le 9 novembre 1776. Il est nommé directeur du port de Toulon le 1er décembre suivant.
Il reprend du service actif au début de la guerre d'indépendance des États-Unis. En 1780, il combat dans les Antilles au sein de l'escadre du comte de Guichen. Le 17 avril, il commande La Victoire, un vaisseau de ligne de 74 canons au combat de la Dominique contre la flotte britannique de l'amiral Rodney. Les deux flottes ennemies s'affronteront à nouveau les 15 et 19 mai.
Au printemps suivant, en mars 1781, il commande à nouveau La Victoire au sein de l'importante flotte française commandé par le comte de Grasse qui quitte le port de Brest. La flotte atteint la Martinique à la fin avril, elle combat une flotte britannique, commandée par l'amiral Hood le 29 avril devant Fort-Royal. Les deux flottes se canonnent pendant quatre heures avant que la flotte britannique ne finisse par prendre la fuite. Le 5 novembre de la même année, il est à la bataille de la baie de Chesapeake qui voit la victoire de la flotte française sur la flotte britannique commandée par les amiraux Hood et Graves. La Victoire est le matelot du Ville de Paris, vaisseau amiral du comte de Grasse. Le 8, de Grasse détache quatre vaisseaux — qu'il place sous le commandement de d'Albert de Saint-Hippolyte — pour se rendre à Saint-Domingue.
Il se retire du service à Aix avec le grade de chef d'escadre des armées navales le 12 janvier 1782 et une pension de 1 800 livres sur le Trésor royal, chevalier de Saint-Louis et chevalier de Cincinnati. Pendant la Révolution française, il est arrêté le 16 octobre 1792. Il meurt le 9 mars 1799 à Aix, âgé de 72 ans, sans alliance.